# 農村空間の商品化
農村空間の商品化（のうそんくうかんのしょうひんか、英語: commodification of rural space）とは、農村空間において、生産空間としての特徴が低下し、消費空間としての特徴が強化されていく現象のことである。
農村の景観、自然、文化などが消費対象となり、商品化されていく。

## 背景
農村は、従来は主に農業の場であったが、現代では農業生産に限らない多様な機能を持つ空間に変容している。先進国では、1990年代以降に農村資源の活用や消費の方法の多様化が進行した。これは、20世紀の生産主義の空間からポスト生産主義の空間への変化として説明される。この変容が、農村空間の商品化の研究の背景になっている。

## 展開

### イギリス
イギリスでの農村空間の商品化の進行は、サッチャリズムの影響下にあるとされる。

### 日本
日本でも1990年代以降、農村が農業生産のみにとどまらず、レクリエーションなどの複数の機能をもつ場として扱われるようになり、政策でもその傾向が反映されるようになってきた。
田林 (2013a)では、日本における農村空間の商品化を以下の5つに分類している。
1. 農産物の供給
2. 消費者の関心（健康・ファッションなど）に対応した新たな農産物の供給
3. 都市住民による農村居住
4. レクリエーション・観光による農村空間の消費
5. 景観・環境の保全や農村の社会・文化の評価による生活の質の向上

日本国内での農村空間の商品化の状況に地域差があり、自然環境（地形・気候）と、大都市との近接性に起因する。例えば、平野部では農産物の供給の場となっている。一方、山地では農村空間の商品化は進行していない。
農村空間の商品化は都市住民の影響下にある。都市住民からみると非日常的で魅力的な場である農村は、都市住民による消費対象となっていく。都市住民は、農村空間の最大の消費者であり、よって農村空間の商品化の程度も大都市の影響を受けることとなる。大都市の周辺でみられる農村空間の商品化は、景観・環境の保全や農村の社会・文化の評価による生活の質の向上、農村居住、レクリエーション・観光の順に、内側から外側へ分化している。なお、大都市から離れている北海道や東北地方では農村空間の商品化はあまり進行していない。